# Lista najwyższych budynków na Węgrzech
Poniższa lista przedstawia najwyższe budynki na Węgrzech:
- 194 m - Wieża telewizyjna w Peczu[1]
- 120 m - Wieża telewizyjna w Budapeszcie[2]
- 100 m - Bazylika w Ostrzyhomiu[3]
- 96 m - Parlament w Budapeszcie[4]
- 96 m Bazylika św. Stefana w Budapeszcie[5]
- 89 m - Uniwersytet Medyczny im. Semmelweisa w Budapeszcie[6]
- 84 m - Drapacz chmur w Pécsu 25 pięter; najwyższy budynek mieszkalny Węgier – wpisany do Księgi Rekordów Guinnessa jako najwyższy zamieszkany budynek w Europie Środkowej)
- 83 m - Kościół Władysława I Świętego w Budapeszcie
- 82 m - Kościół katolicki w Bátászek
- 81 m - Katedra w Segedynie[7]
- 80 m - Schönherz Kollégium[8]
- 80 m - Kościół Macieja w Budapeszcie[9]